# Universidad Juárez Autónoma de Tabasco
La Universidad Juárez Autónoma de Tabasco (UJAT) es una universidad pública y autónoma con sede en la ciudad de Villahermosa, Tabasco, México. Es la máxima casa de estudios del estado de Tabasco, cuenta con 27 934 estudiantes y 1958 profesores.

## Historia

### Instituto Juárez
En 1861 el gobernador del estado, Victorio Victorino Dueñas, solicitó al entonces presidente de la República, Benito Juárez García, la creación de un centro de enseñanza profesional en Tabasco. El presidente Benito Juárez escuchó la propuesta y autorizó una partida presupuestal de 52 000 pesos procedentes de los bienes nacionalizados a la iglesia. Así, en 1879 iniciaron los primeros cursos en el Instituto Juárez con Manuel Sánchez Mármol como primer director durante la gubernatura de Simón Sarlat Nova.
Durante las dos últimas décadas del siglo XIX las carreras disponibles eran agricultura, veterinaria, agrimensura, notariado, abogacía, comercio, pedagogía, jurisprudencia y farmacia, así como estudios de secundaria y preparatoria. La matrícula escolar no pasaba de 100 alumnos al año.
El general Abraham Bandala mencionó en su memoria gubernamental que debido al excesivo número de estudiantes en la carrera de abogacía de ese periodo, se reformaron los planes de estudio y el reglamento del instituto, el 15 de mayo y el 13 de junio de 1895 respectivamente, para brindar una mejor enseñanza a los estudiantes y la sociedad tabasqueña. Así, la carrera de jurisprudencia duraría seis años; notariado y agrimensura, tres; y farmacia y profesor de primaria superior serían de cuatros años cada una.
A principios del siglo XX hubo numerosos cambios a los planes y estudios; en 1917 se reinstauraron las licenciaturas de abogacía y notariado, que habían sido suprimidas en 1912. En 1919 se cerró la carrera de jurisprudencia y se comenzaron a impartir las carreras de ingeniería topográfica, contaduría de comercio y enseñanza normal. 
El informe de labores presentando el 16 de septiembre de 1944 por el entonces gobernador Noé de la Flor Casanova dio a conocer que el Instituto Juárez contaba con 227 alumnos y el presupuesto era de 65 000 pesos, provenientes del Gobierno Federal presidido por Manuel Ávila Camacho. Al año siguiente, en la misma fecha, el gobernador De la Flor Casanova mencionó que el subsidio otorgado al instituto por el presidente Ávila Camacho había tenido un incremento de 50 000 pesos, lo que permitió construir el ala derecha del edificio, el segundo piso y un anexo en el ala izquierda para nuevas aulas. El 1 de agosto de 1947, por gestiones del gobernador Francisco J. Santamaría, el Instituto Juárez pasó a formar parte de la Asociación Nacional de Universidades e Instituciones de Educación Superior (ANUIES).

### Universidad Juárez de Tabasco

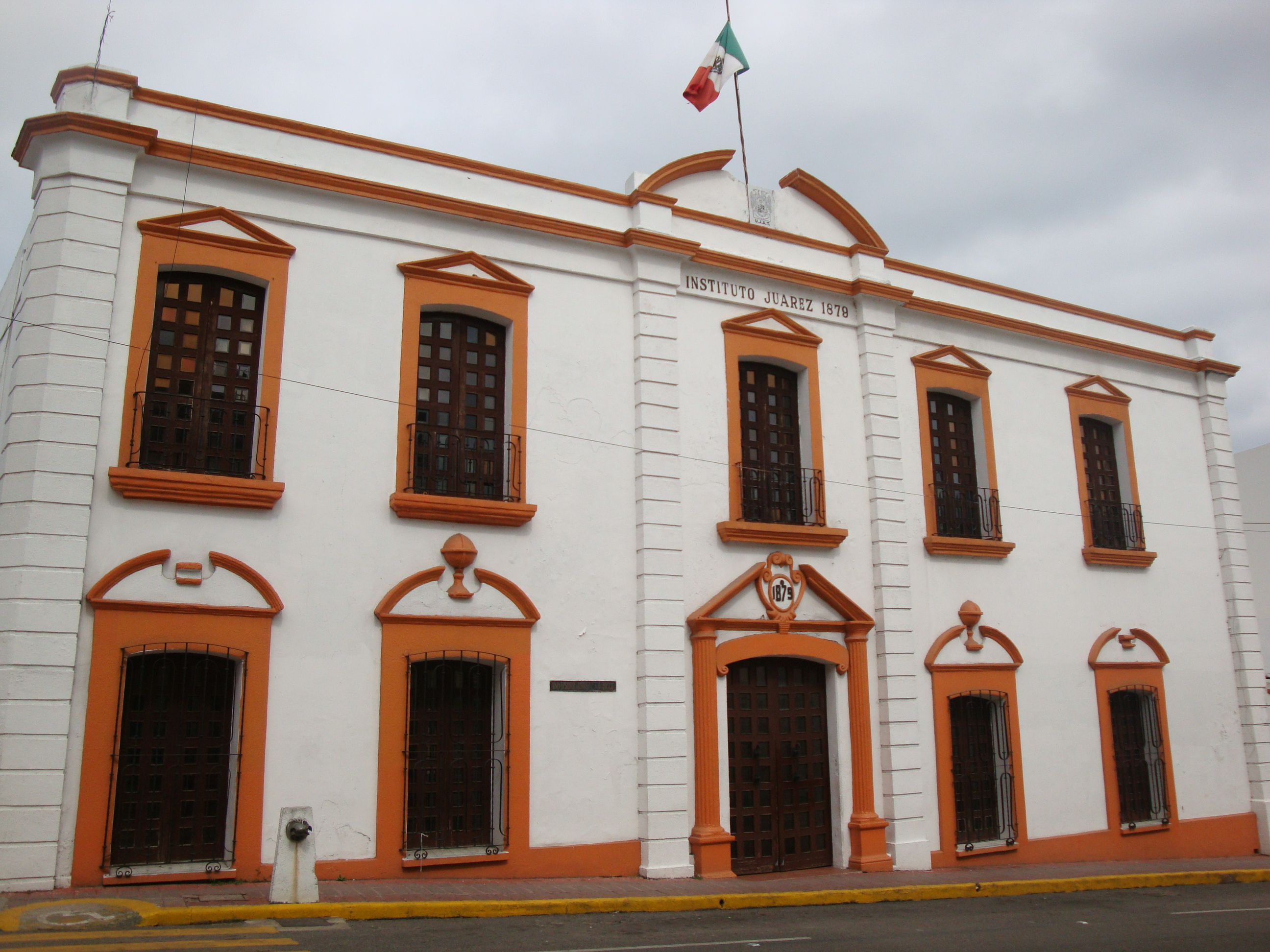
Edificio del Antiguo Instituto Juárez inaugurado en 1879, hoy alberga a la Dirección de cultura de la UJAT.

El presidente Miguel Alemán Valdés visitó las instalaciones del Instituto Juárez el 25 de abril de 1950, el director Belisario Colorado le solicitó la fundación de la Universidad de Tabasco. Autorizó la petición y se creó el Comité Pro Universidad de Tabasco. En 1954 se publicó la Ley Orgánica del Instituto Juárez. 
En 1958, el director Antonio Ocampo Ramírez elaboró el proyecto de ley para transformar al Instituto en Universidad, aprobado por el Congreso del Estado el 20 de noviembre de ese mismo año. Posteriormente se llevó a cabo el acto protocolario, se hizo oficial la creación de la Universidad Juárez de Tabasco con Antonio Ocampo Ramírez como primer rector y se publicó la Ley Orgánica correspondiente.
Para entonces la Universidad ya contaba con licenciaturas en derecho, ingeniería, medicina veterinaria y zootecnia, comercio, normal de Maestros, enfermería y obstetricia y también enseñanza preparatoria. El gobernador Carlos Alberto Madrazo Becerra impulsó la construcción de la Ciudad Universitaria, inaugurada en 1964 por el presidente Adolfo López Mateos. En la Ciudad Universitaria se impartían diversas licenciaturas, a excepción de la escuela de medicina, la escuela de leyes y las preparatorias diurna y nocturna.

### Universidad Juárez Autónoma de Tabasco
En diciembre de 1966 se le otorgó la autonomía, pasando a llamarse a partir de entonces Universidad Juárez Autónoma de Tabasco. 
En julio de 1976 se publicó en el Periódico Oficial del estado la modificación a la Ley Orgánica Universitaria, por la cual se organizaron escuelas e institutos para iniciar la descentralización; se creó la carrera de Ingeniería Mecánica Eléctrica y la Licenciatura en Administración; las preparatorias se separaron de la Universidad; y la escuela de medicina veterinaria y zootecnia se transfirió a instalaciones nuevas a las afueras de la ciudad, por lo que se denominaba Rancho Escuela.

En 1978 el presidente José López Portillo junto con el gobernador Leandro Rovirosa Wade inauguraron el edificio de la Escuela de Derecho en la colonia Reforma. Y más tarde en 1982, continuando con la descentralización universitaria, José López Portillo inauguró las instalaciones de la Facultad de Ingeniería en Cunduacán; en septiembre de ese mismo año, se agregó a la Facultad la carrera de Ingeniería Química.

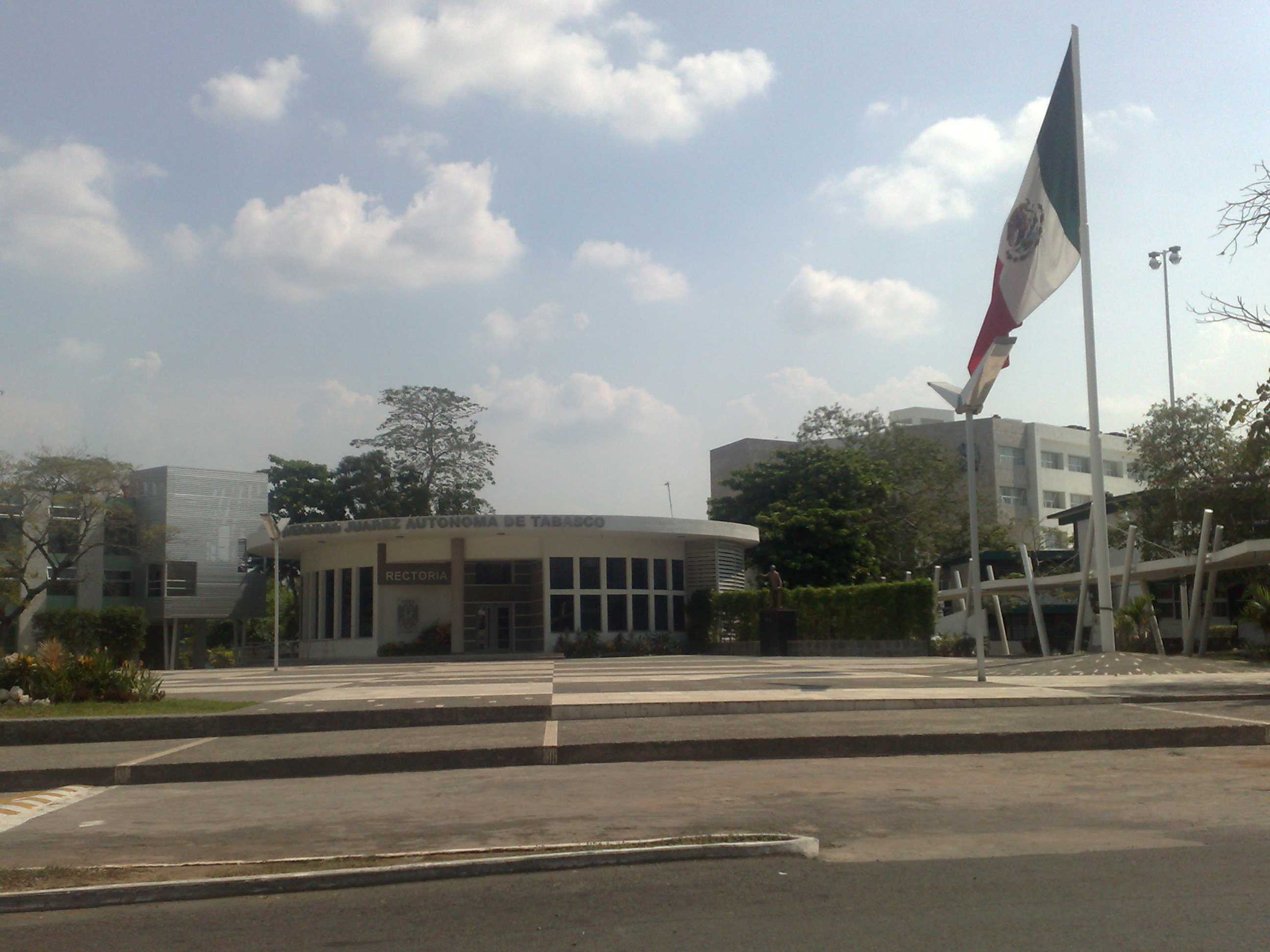
Edificio de Rectoría y explanada central de la UJAT.

Tres años después se puso en marcha el Proyecto de Excelencia y Superación Académica 1985-1988 para reformar la universidad. Fue el primer plan institucional de desarrollo en diseñar un modelo universitario. El proyecto establecía un modelo de organización matricial para la universidad. Surgieron así las Divisiones Académicas que agrupan los programas educativos en áreas del conocimiento. En 1987 el congreso local expidió el Decreto 662 con la Ley Orgánica de la Universidad.
En 1990 el Consejo Universitario aprobó cinco nuevas licenciaturas: arquitectura, manejo de recursos naturales, idiomas, psicología, nutrición y las especialidades en docencia, administración pública, contribuciones fiscales y finanzas. Y para 1991 se aprobó la creación de la División Académica de Educación y Artes de la Unidad Centro, integrada por las licenciaturas en comunicación, ciencias de la educación e idiomas, además de los talleres culturales y el Centro de Enseñanza de Idiomas. Ese mismo año se otorgaron por primera vez las Becas al Desempeño Docente a los maestros más destacados. 
En 1996 se introdujo la modalidad de titulación por Examen General de Calidad Profesional. Un año después, a fin de ampliar el servicio educativo y con el apoyo gobernador Roberto Madrazo Pintado, se llevó a cabo el proyecto de un nuevo campus denominado Extensión Universitaria de los Ríos, el cual fue ubicado en el municipio de Tenosique, hoy División Académica Multidisciplinaria de los Ríos.

## Divisiones Académicas
La universidad tiene 12 divisiones académicas en donde se imparten estudios de nivel superior. La sede principal se encuentra en la Avenida Universidad s/n, en la Zona de la Cultura y está conformado por dos divisiones, la División Académica de Educación y Artes (DAEA) y la División Académica de Ciencias Económico Administrativas (DACEA); también se encuentran ahí las oficinas administrativas, la rectoría, el Centro del Fomento al Deporte (CEFODE), el Centro de Desarrollo de las Artes (CEDA), el Centro de Enseñanza de Lenguas Extranjeras (CELE), el Centro Internacional de Vinculación y Enseñanza (CIVE), el Teatro Universitario y la Biblioteca Central «Manuel Bartlett Bautista». El resto de divisiones se encuentran desconcentradas en Villahermosa y el resto del estado de Tabasco. 
La universidad se divide de la siguiente manera: 

### División Académica de Ciencias Agropecuarias (DACA)
Es la unidad que imparte licenciaturas en ciencias agropecuarias como acuacultura, agronomía y medicina veterinaria. Se localiza en el municipio de Centro.
El 4 de mayo de 1958 se creó el Instituto Juárez y con él se comenzó a impartir la licenciatura en medicina veterinaria y zootecnia para atender las necesidades agroganaderas del clima tropical tabasqueño con apoyo monetario de la Unión Ganadera Regional de Tabasco, la entonces Secretaría de Agricultura y Recursos Hidráulicos (SAHR), aportaciones particulares y personas del cuerpo estudiantil; fue la tercera escuela veterinaria fuera de la Ciudad de México. El plan de estudios, modelado a partir del plan de Escuela Nacional de Medicina Veterinaria y Zootecnia de la UNAM, estuvo vigente de 1958 a 1974 hasta que la Asociación Mexicana de Escuelas y Facultades de Veterinaria y Zootecnia adoptó el plan Z6, el Sistema de Enseñanza Modular, en 1975 y vigente hasta 1984, con énfasis en la producción bovina. En 1976 se trasladó a las actuales instalaciones sobre la sobre la Carretera Villahermosa-Teapa (F195) Kilómetro 25+2, Ranchería la Huasteca 2da sección en el municipio de Centro, en la finca «El Chilar». En 1984 el Programa de Nacional de Educación Superior (PRONAES) promovió la descentralización de la universidad por lo que se crearon la Unidad Chontalpa y la Unidad Sierra, esta última albergó la Licenciatura en Medicina Veterinaria y Zootecnia, Ingeniería en Sistemas Acuícolas, Ingeniería en Agroalimentos, Ingeniería en Plantaciones Agrícolas, Ingeniería en Entomología Productiva y la Licenciatura en Biología. En 1992 la universidad proporcionó instalaciones propias a la División Académica de Ciencias Biológicas por lo que la DACA se concentró y desapareció la Unidad Sierra.

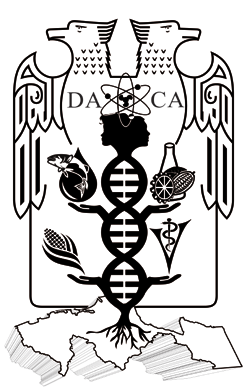
Escudo de la DACA.

### División Académica de Ciencias Básicas (DACB)
El 14 de julio de 1985, en continuidad con el proyecto de desconcentración de la universidad, se creó la Unidad Chontalpa en las instalaciones del hasta entonces Instituto de Ingeniería en Cunduacán. La unidad pasó a albergar tanto a la División Académica de Ciencias Básicas como a la División Académica de Ingeniería y Tecnología (DAIT). La DACB comenzó impartiendo las licenciaturas en matemáticas y física. En 1986 se aprobó la creación de la licenciatura en computación y en 1988 la licenciatura en química. Desde 2011 también se imparte la licenciatura en actuaría.
Desde 2002 se impartía la Maestría en Ciencias en Matemáticas Aplicadas y el 7 de julio de 2011, en sesión extraordinaria, el Consejo Universitario aprobó la creación dos posgrados más: la Maestría en Ciencias con Orientación en Materiales, Nanociencias y Química Orgánica y el Doctorado en Ciencias Matemáticas por Extensión.
Se localiza en la Carretera Cunduacán-Jalpa de Méndez Kilómetro 1, La Esmeralda en Cunduacán.

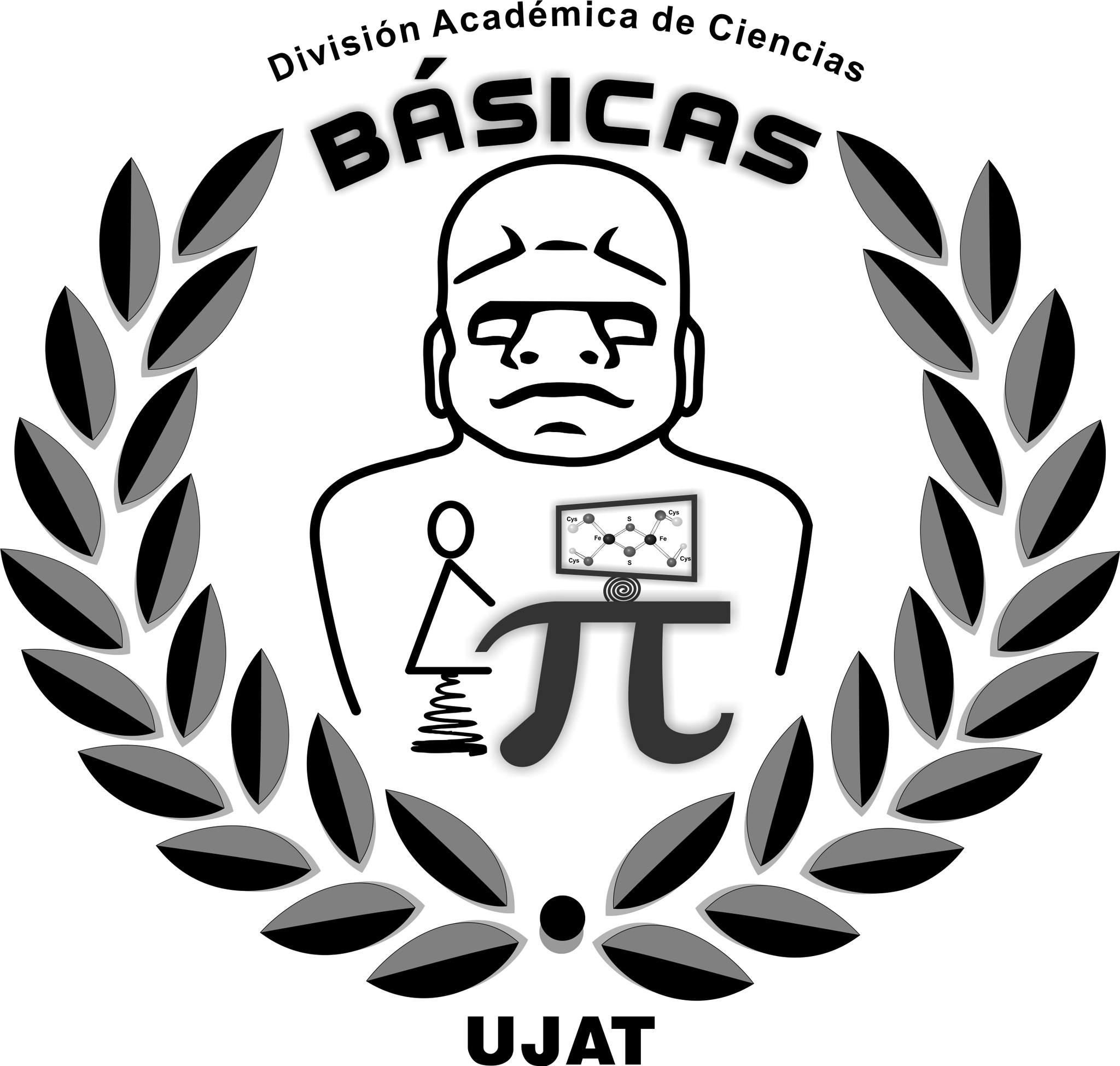
Escudo de la DACB.

### División Académica de Ciencias Biológicas (DACBiol)
Está localizada a un costado de la Carretera Villahermosa-Cárdenas kilómetro 0.5 S/N, en el entronque al Fraccionamiento Bosques de Saloya. Posee un Herbario, Laboratorios de Acuacultura, Hidrología de Humedales, Sistema de Información Geográfica, Suelo y Sustratos, Prototipos, entre otros. Al igual, cuenta con Biblioteca, Instalaciones deportivas y los Edificios Administrativos.

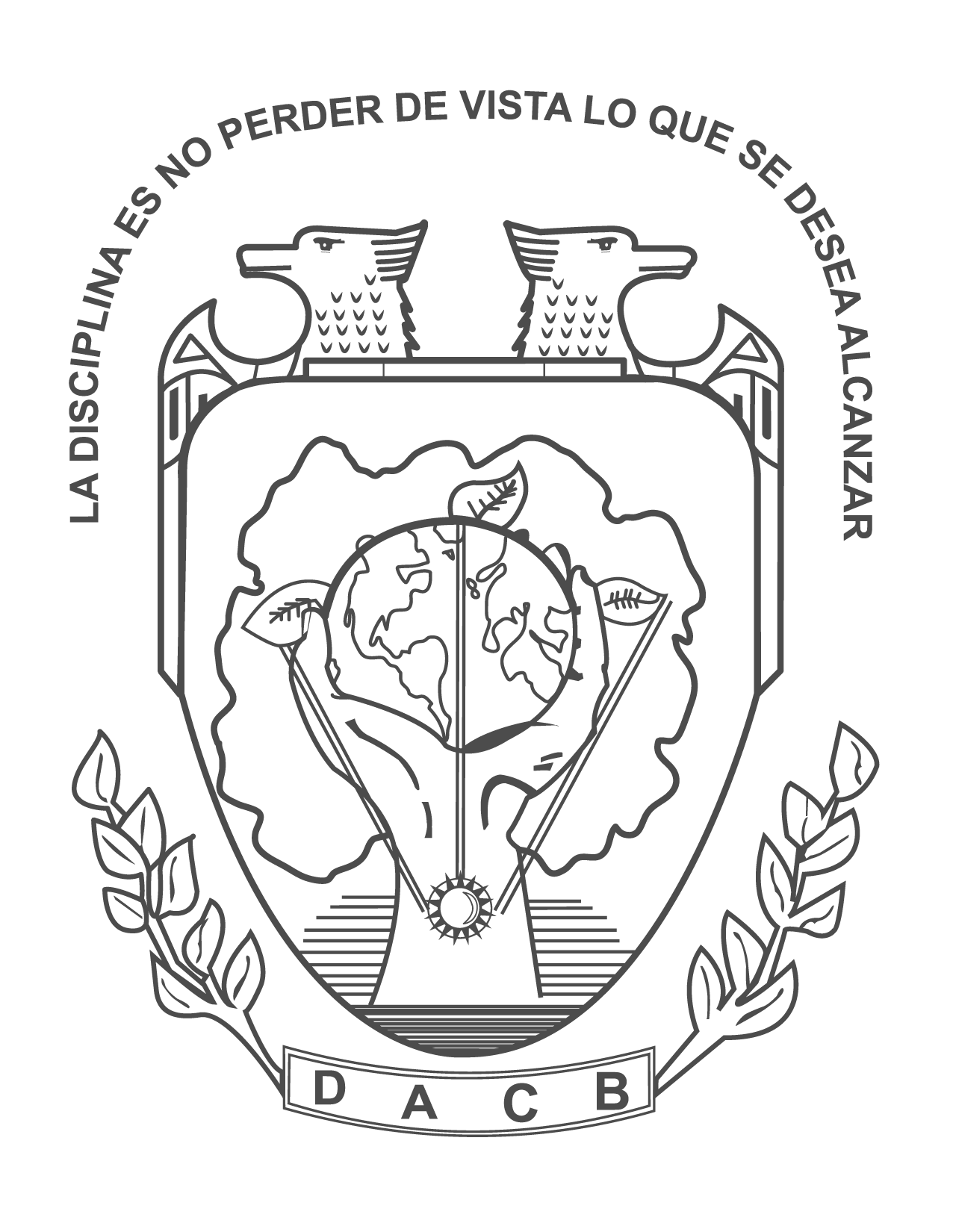
Escudo de la DACBiol.

### División Académica de Ciencias Económico Administrativas (DACEA)
Se sitúa en dos áreas, en la sede principal de la UJAT y en el año 2017 se inauguraron las nuevas instalaciones en la Ciudad Universitaria del Conocimiento en Altozano, en la Ranchería Coronel Traconis Tercera. Sección, en el km. 17.5 de la carretera Villahermosa-Macuspana. Cuenta con Biblioteca, Edificios Administrativos, Laboratorio de Cómputo y Sala Audiovisual. El escudo de la división se creó en 1971 en un concurso realizado en la división, el diseño ganador es de Carlos Morales Fimbre.

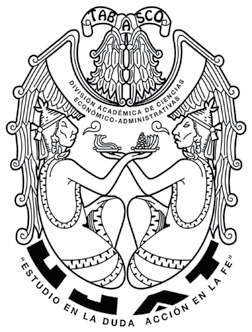
Escudo de la DACEA.

### División Académica de Ciencias de la Salud (DACS)
El Campus de Ciencias de la Salud, está localizado a un costado del Hospital Regional de Alta Especialidad de la Mujer, en la Avenida Gregorio Méndez Magaña, en la colonia Tamulté de las Barrancas. Cuenta con el Centro Clínico, donde se brinda atención integral a la población abierta por medio de consultas médica y asesoría nutricional. Al igual, cuenta con las clínicas odontológicas Juchimán I y II, Edificios Administrativos y diversos laboratorios.

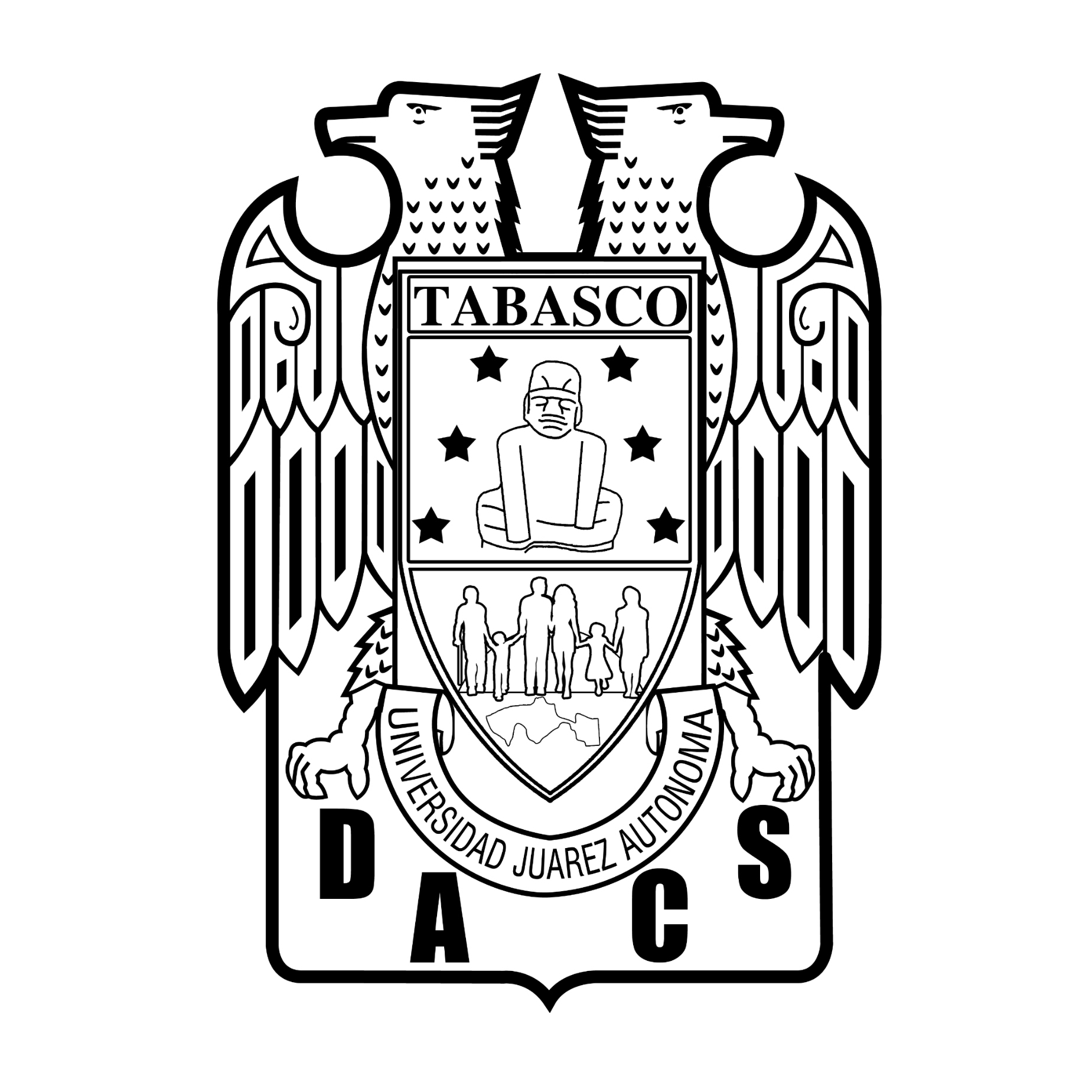
Escudo de la DACS.

### División Académica de Ciencias Sociales y Humanidades (DACSyH)
La División Académica de Ciencias Sociales y Humanidades (DACSYH), se encuentra en el Boulevard Bicentenario, en la Ranchería González Primera Sección, que forma parte de la Zona Metropolitana de Villahermosa. Cuenta con el Auditorio "Lic. Eduardo Alday Hernández", Área Administrativa, Aula Magna, Sala de usos múltiples, la Biblioteca "José Gurría Urgell" con 19,381 títulos, Sala de Juicios Orales e instalaciones deportivas.

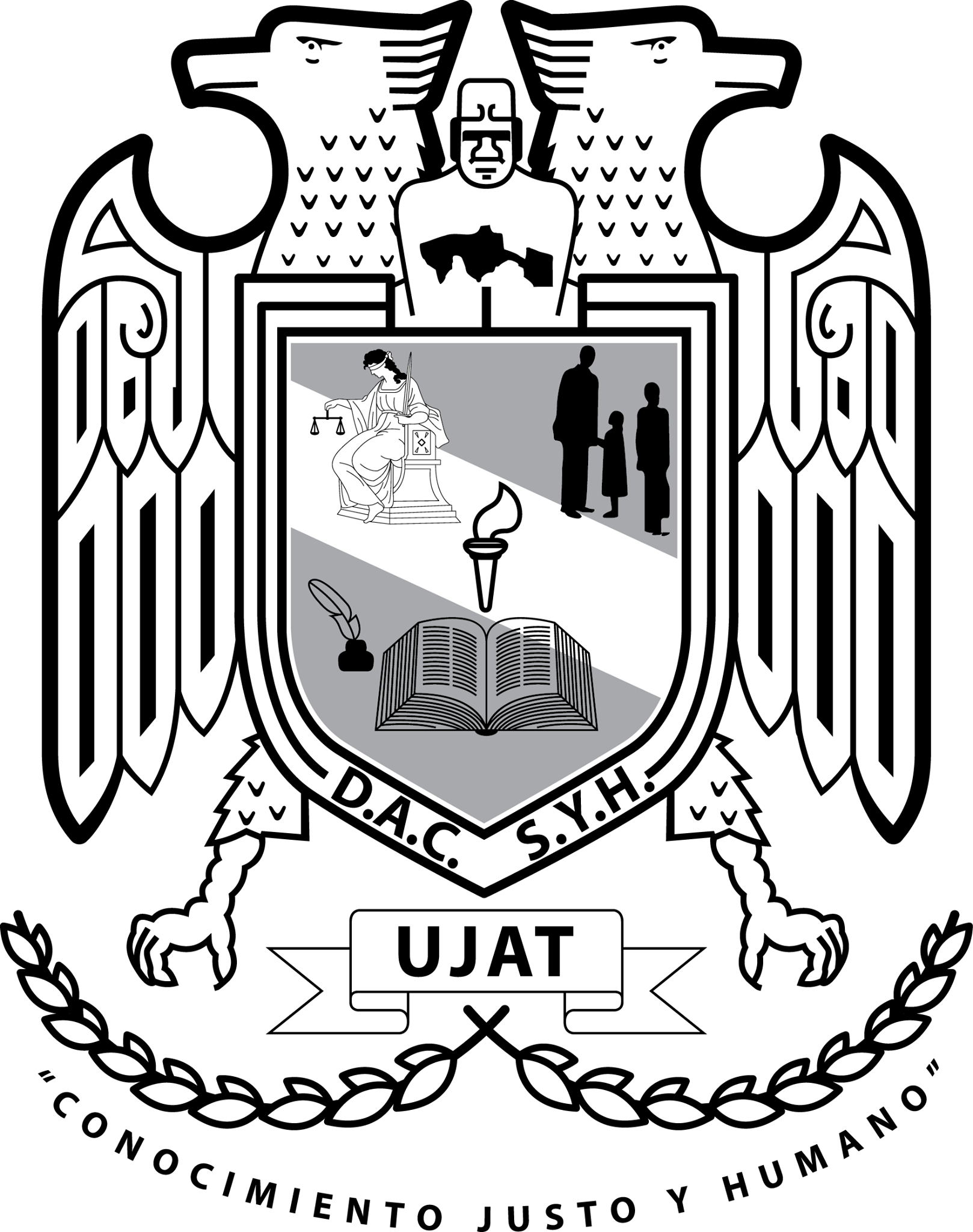
Escudo de la DACSyH.

### División Académica de Ciencias y Tecnologías de la Información (DACyTI)
En 1987 el Consejo Universitario de la UJAT aprobó la creación de la División Académica de Ciencias Económico Administrativas, Unidad Chontalpa y la primera carrera que se ofertó fue la Licenciatura en informática Administrativa (LIA). Para 1994 con el objetivo de que la división reflejara las carreras ofertadas, el Consejo Universitario aprobó la solicitud de cambio de nombre a División Académica de Informática y Sistemas (DAIS) en la que se ofrecían las Licenciaturas en Informática Administrativa y la recién creada Licenciatura en Sistemas Computacionales. En 2007 inició operaciones la Maestría en Administración de Tecnologías de la Información. La Maestría en Tecnologías para el Aprendizaje y el Conocimiento fue aprobada en 2015 y recibió el reconocimiento en el Programa Nacional de Posgrados de Calidad. En 2007 se comenzó a impartir la Licenciatura en Tecnologías de la Información y la Licenciatura en Telemática. En 2016 se cambió el nombre de los primeros programas académicos a Ingeniería en Informática Administrativa (IIA) e Ingeniería en Sistemas Computacionales (ISC). En 2017 iniciaron actividades el Doctorado en Ciencias de la Computación (DCC) y la Maestría en Ciencias de la Computación (MCC), ambas con el reconocimiento del PNPC. En 2019 el Consejo Universitario aprobó el cambio de nombre a División Académica de Ciencias y Tecnologías de la Información (DACYTI). En 2022 se creó el Doctorado en Gestión de Tecnologías de la Información.

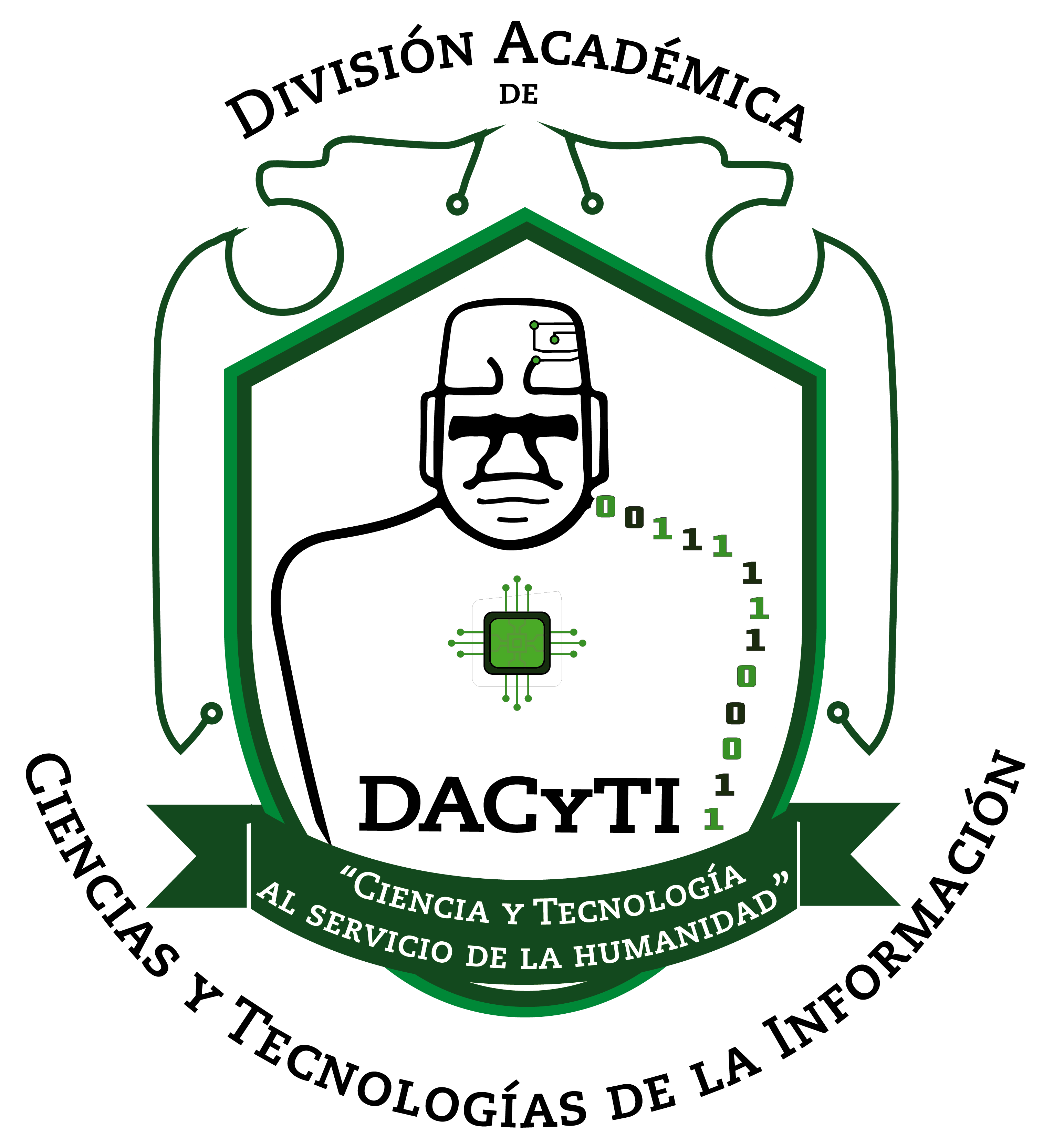
Escudo de la DACyTI.

### División Académica de Educación y Artes (DAEA)
En mayo de 1991 se hizo un estudio de factibilidad ya que «el ritmo de crecimiento que se ha manifestado en los últimos años en el área de las Ciencias Sociales induce a su consolidación: razones de espacio y operatividad han llegado por el momento a su máximo y es recomendable propiciarle medios […] que posibiliten el descongestionar y reubicar en un área más afín a las carreras de Ciencias de la Educación e Idiomas […] y dar apertura a la licenciatura de Comunicación» El 21 de junio de 1991 se creó la licenciatura en comunicación. La nueva división ocuparía las instalaciones de la Escuela de Odontología e integraría el Centro de Enseñanza de Idiomas (CEI) y los Talleres Culturales (TTCC). El 21 de junio de 1991 se aprobó el nombre de División Académica de Educación y Artes.

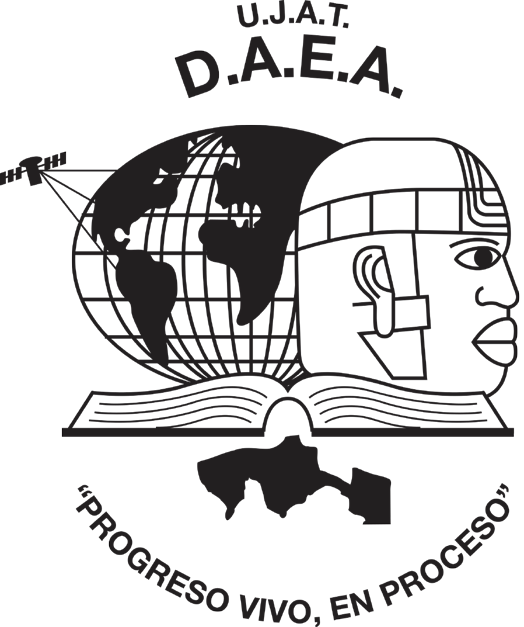
Escudo de la DAEA.

- División Académica de Ingeniería y Arquitectura (DAIA)

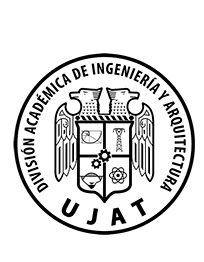
Escudo de la DAIA.

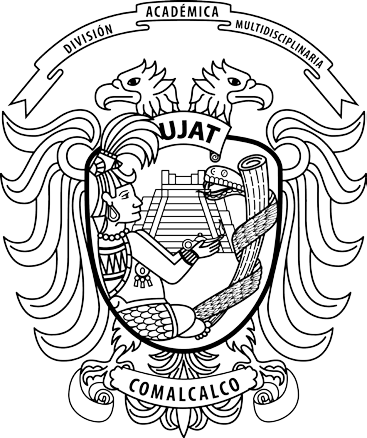
Escudo de la DAMC.

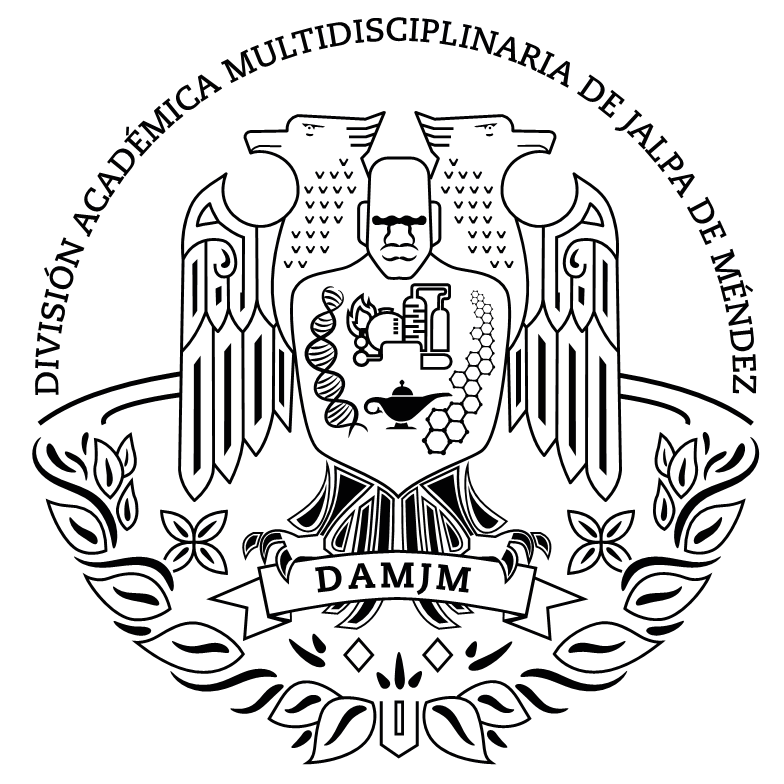
Escudo de la DAMJ.

- División Académica  Multidisciplinaria de Comalcalco (DAMC)

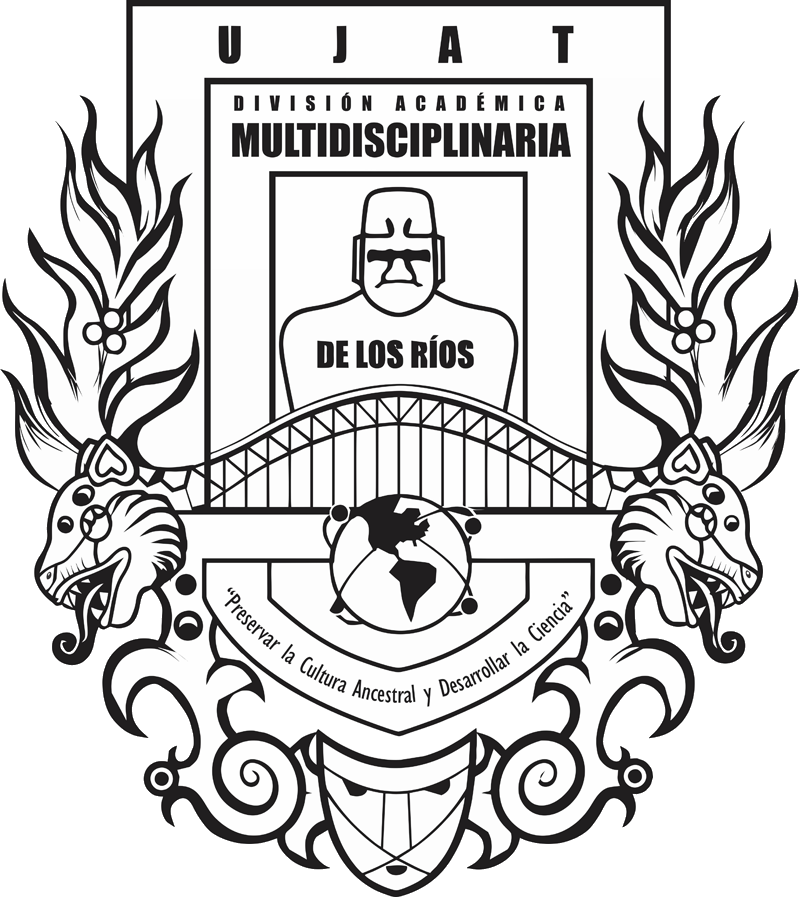
Escudo de la DAMRíos.

- División Académica Multidisciplinaria de Jalpa de Méndez (DAMJ)

- División Académica Multidisciplinaria de los Ríos (DAMRíos)

## Centros de Investigación
La universidad cuenta con dos centros de investigación para el apoyo de actividades científicas, los cuales han sido reconocidos en la región:
Centro de Investigación de Ciencia y Tecnología Aplicada de Tabasco (CICTAT) en el Campus Chontalpa.
Centro Multidisciplinario de Investigación de Atención y Educación en Salud en la División Académica Multidisciplinaria de Comalcalco.

## Calidad institucional
El 28 de agosto del 2007, la Universidad fue reconocida como una de las mejores 13 universidades de México por la Secretaría de Educación Pública (SEP). Solo un año antes durante el 2006-2007, La universidad había sido reconocida como una de las mejores 16 universidades del país por la SEP. El reconocimiento del 2007, así como el del año anterior, fue hecho para reconocer el plan estratégico de la universidad el cual llevó a la universidad a alcanzar los estándares requeridos de una institución universitaria a nivel nacional e internacional. En el año 2012 la UJAT recibió de parte de la Secretaría de Educación el reconocimiento a la calidad educativa por el 100% de la matrícula escolar, cursando programas de primer nivel Nacional.

## Oferta Educativa
La institución cuenta con 12 divisiones académicas en las que se imparten licenciaturas y posgrados (maestrías, doctorados y especializaciones). Las licenciaturas que ofrecen son las siguientes:

### Pregrado
División Académica de Ciencias Biológicas (DACBiol)
- Licenciatura en Biología
- Licenciatura en Ingeniería Ambiental
- Licenciatura en Gestión Ambiental

División Académica de Educación y Artes (DAEA)
- Licenciatura en Ciencias de la Educación
- Licenciatura en Comunicación
- Licenciatura en Idiomas
- Licenciatura en Gestión y Promoción de la Cultura
- Técnico Superior Universitario en Enseñanza del Inglés
- Técnico Superior Universitario en Música

División Académica de Ingeniería y Arquitectura (DAIA)
- Ingeniería Civil
- Ingeniería Eléctrica y Electrónica
- Ingeniería Mecánica Eléctrica
- Ingeniería Química
- Licenciatura en Arquitectura

División Académica de Ciencias y Tecnologías de la Información (DACyTI)
- Ingeniería en Informática Administrativa
- Ingeniería en Sistemas Computacionales
- Licenciatura en Informática Administrativa
- Licenciatura en Sistemas Computacionales
- Licenciatura en Tecnologías de la Información
- Licenciatura en Telemática

División Académica de Ciencias de la Salud (DACS)
- Licenciatura en Médico Cirujano
- Licenciatura en Cirujano Dentista
- Licenciatura en Psicología
- Licenciatura en Nutrición
- Licenciatura en Enfermería
- Enfermería (semipresencial) Nivel Técnico
- Curso Complementario de Licenciatura en Enfermería

División Académica de Ciencias Sociales y Humanidades (DACSyH) Campus Bicentenario
- Licenciatura en Derecho
- Licenciatura en Historia
- Licenciatura en Sociología

División Académica de Ciencias Económico Administrativas (DACEA)
- Licenciatura en Administración
- Licenciatura en Contaduría Pública
- Licenciatura en Economía
- Licenciatura en Mercadotecnia

División Académica de Ciencias Básicas (DACB)
- Ingeniería Geofísica
- Licenciatura en Actuaría
- Licenciatura en Ciencias Computacionales
- Licenciatura en Matemáticas
- Licenciatura en Física
- Licenciatura en Química
- Químico Farmacéutico Biólogo

División Académica de Ciencias Agropecuarias (DACA)
- Ingeniería en Agronomía
- Ingeniería en Acuacultura
- Ingeniería en Alimentos
- Licenciatura en Medicina Veterinaria y Zootecnia

División Académica Multidisciplinaria de los Ríos (DAMRíos)
- Ingeniería en Acuacultura
- Licenciatura en Administración
- Ingeniería en Alimentos
- Ingeniería en Informática Administrativa
- Licenciatura en Derecho
- Licenciatura en Enfermería

División Académica Multidisciplinaria de Comalcalco (DAMC)
- Licenciatura en Médico Cirujano
- Lic. en Atención Prehospitalaria y Desastres
- Licenciatura en Enfermería
- Licenciatura en Rehabilitación Física

División Académica Multidisciplinaria de Jalpa de Mendez (DAMJ)
- Ingeniería en Nanotecnología
- Licenciatura en Enfermería
- Licenciatura en Genómica
- Ingeniería Petroquímica

### Posgrados
División Académica Multidisciplinaria de los Ríos (DAMR)
- Maestría en Desarrollo Agropecuario Sustentable

División Académica de Ciencias Agropecuarias (DACA)
- Maestría en Agronegocios
- Maestría en Ciencias Agroalimentarias
- Maestría en Producción Alimentaria Tropical
- Maestría en Seguridad Alimentaria

División Académica de Ciencias Básicas (DACB)
- Maestría en Ciencias con orientación en Materiales, Nanociencias, Química Orgánica
- Maestría en Ciencias Matemáticas
- Maestría en Ciencias en Matemáticas Aplicadas
- Maestría en Ciencias en Química Aplicada
- Doctorado en Ciencias Matemáticas
- Doctorado en Ciencias con orientación en: Materiales, Nanociencias y Química Orgánica
- Doctorado en Ciencias en Química Aplicada
- Especialidad en Ingeniería de Sistemas en Aguas Profundas

División Académica de Ingeniería y Arquitectura (DAIA)
- Maestría en Ciencias en Biotecnología Aplicada
- Maestría en Ciencias en Ingeniería
- Maestría en Corrosión y Gestión de Integridad
- Maestría en Ingeniería Estructural
- Maestría en Ingeniería Hidráulica
- Maestría en Arquitectura y Ambiente
- Doctorado en Ciencias en Ingeniería

División Académica de Ciencias Biologicas (DACBIOL)
- Maestría en Ciencias Ambientales
- Maestría en Ingeniería, Tecnología y Gestión Ambiental
- Doctorado en Ciencias en Ecología y Manejo de Sistemas Tropicales

División Académica de Ciencias Económico Administrativas (DACEA)
- Maestría en Administración y Dirección Estratégica
- Maestría en Ciencias en Gestión del Desarrollo Regional
- Maestría en Contaduría
- Maestría en Gerencia Pública y Gobierno
- Doctorado en Administración Educativa
- Doctorado en Estudios Económicos Administrativos

División Académica de Ciencias de la Salud (DACS)
- Especialidad en Anestesiología
- Especialidad en Cirugía General
- Especialidad en Enfermería en Cuidados Intensivos
- Especialidad en Enfermería Pediátrica
- Especialidad en Enfermería Quirúrgica
- Especialidad en Ginecología y Obstetricia
- Especialidad en Imagenología Diagnóstica y terapéutica
- Especialidad en Medicina Interna
- Especialidad en Neonatología
- Especialidad en Odontología Infantil
- Especialidad en Ortodoncia
- Especialidad en Ortopedia y Traumatología
- Especialidad en Pediatría Médica
- Especialidad en Psiquiatría
- Especialidad en Medicina Familiar
- Maestría en Ciencias Básicas Biomédicas
- Maestría en Salud Pública
- Maestría en Gerontología Social